# Johann Singer (Politiker)
Johann Singer (* 18. Jänner 1958 in Steyr, Oberösterreich) ist ein österreichischer Politiker (ÖVP). Vom 28. Oktober 2008 bis zum 23. Oktober 2024 war er Abgeordneter zum Nationalrat. Johann Singer ist außerdem Bürgermeister der Gemeinde Schiedlberg in Oberösterreich.

## Leben
Johann Singer wurde am 18. Jänner 1958 geboren. Seine Schulbildung schloss er mit der Matura an der Handelsakademie Steyr ab. Danach arbeitete er vorerst als Vertragsbediensteter beim Land Oberösterreich und wurde dann Landesbeamter an der Bezirkshauptmannschaft Steyr-Land. 1985/86 war er Regierungskommissär in Losenstein, 2007 wurde er Regierungskommissär in Weyer.

## Politischer Werdegang
Seinen politischen Werdegang in der ÖVP begründete Singer 1989 als Mitglied des Parteivorstandes von Schiedlberg. Seit 1997 ist er Mitglied des Bezirksparteivorstandes, seit 2001 Bildungsreferent der Bezirkspartei und seit 2007 Parteiobmann der ÖVP Schiedlberg. 18 Jahre lang war Singer außerdem Betriebsgruppenobmann ÖAAB BH Steyr-Land. In der Gemeinde Schiedlberg ist er seit 1985 Mitglied des Gemeinderates und dort Obmann diverser Ausschüsse. Seit 1999 ist er Mitglied des Gemeindevorstandes, von 1997 bis 2008 war er Fraktionsobmann und seit 11. Jänner 2008 ist er Bürgermeister seiner Heimatgemeinde.

## Privates
Johann Singer lebt in Schiedlberg, ist verheiratet und Vater zweier Töchter und eines Sohnes.
Er ist außerdem  in seiner Pfarre, im Roten Kreuz und in der Dorfmusik Schiedlberg aktiv. Am 20. März 2020 wurde bekannt, dass Singer als erster Nationalratsabgeordneter im Rahmen der COVID-19-Pandemie in Österreich an COVID-19 erkrankt ist.